# グッド・モーニング ミッキー
グッド・モーニング ミッキー（Good Morning Mickey!）とは、アメリカ合衆国のテレビアニメ。ディズニー・テレビジョン・アニメーション製作。
アメリカでは1983年4月18日から1992年11月28日にかけてディズニー・チャンネル、日本では2005年11月6日に第1話を日曜10時05分 - 10時35分に先行放送した後、同年11月9日から2011年1月13日にかけてWOWOWのI Love Disney枠にて放送された。

## 日本語版キャスト
- ミッキーマウス - 青柳隆志
- ミニーマウス - 水谷優子
- ドナルドダック - 山寺宏一
- デイジーダック - 土井美加
- グーフィー - 島香裕
- チップ - 滝沢ロコ
- デール - 稲葉実
- ナレーション - 大平透

## 日本語版制作スタッフ
- 翻訳 - 未武明日香[3]
- 演出 - 向山宏志
- 制作 - 東北新社

## 各話リスト
| 話数 | 短編作品A                        | 短編作品B                              | 短編作品C                      | 短編作品D                        |
| ---- | -------------------------------- | -------------------------------------- | ------------------------------ | -------------------------------- |
| 1    | ミッキーの魚釣り                 | ミッキーの造船技師                     | ドナルドのじゃじゃ馬ならし     | グーフィーの二挺拳銃             |
| 2    | ミッキーのアイススケート         | 番犬プルート                           | ドナルドのわんぱく時代         | グーフィーのダンス教室           |
| 3    | ミッキーの捕鯨船                 | プルートとモグラ                       | リスの汽車ごっこ               | グーフィーのテニス教室           |
| 4    | ミッキーの夢物語                 | プルートのありがた迷惑                 | ドナルドのリンゴ園             | グーフィーの昼寝騒動             |
| 5    | ミッキーの大演奏会               | プルートの救助犬                       | ドナルドのゴルフ狂             | リスの大手柄                     |
| 6    | ミッキーの猛獣狩り               | プルートの“お家が逃げる”               | リスの大逆襲                   | ドナルドの災難〜家庭篇           |
| 7    | ミッキーとはらぺこオーム         | プルートのなやみ                       | ドナルドの夏休み               | グーフィーの催眠療法             |
| 8    | ミッキーの害虫退治               | プルートの恋の季節                     | リスのピーナッツ               | グーフィーの体操教室             |
| 9    | ミッキーの猟は楽し               | ドナルドの摩天楼                       | リスの食糧難                   | グーフィーの大仕事               |
| 10   | ミッキーのオーケストラ           | プルートの鏡騒動                       | ドナルドの消防隊長             | リス君は歌姫がお好き             |
| 11   | ミッキーマウスのがんばれサーカス | プルートの郵便犬                       | リスの朝ごはん                 | グーフィーの自動車狂時代         |
| 12   | ミッキーのお化け退治             | プルートのサーカス大好き               | リスの怪獣退治                 | グーフィーの乗馬教室             |
| 13   | ミッキーの移動住宅               | プルートと山犬                         | ドナルドのアイス・ホッケー     | リスの住宅難                     |
| 14   | ミッキーのハワイ旅行             | プルートのひつじ番                     | ドナルドのラッキーな一日       | リスの雪かき                     |
| 15   | ドナルドのモダン・タイムズ       | プルートのテレビ料理                   | ドナルドの博物館見学           | グーフィーの幌馬車隊西へ         |
| 16   | ミッキーの誕生日                 | プルートの遊び友達                     | がんばれ！みつばち             | ドナルドの決闘                   |
| 17   | ミッキーの巨人退治               | プルートの動物園                       | クマの命びろい                 | グーフィーの黒騎士               |
| 18   | ミッキーの芝居見物               | プルートのユートピア                   | ドナルドの蜂蜜泥棒             | クマとみつばち                   |
| 19   | いたずら子象                     | プルートの骨泥棒                       | ドナルドのペンキ塗り           | グーフィーのアイスホッケー教室   |
| 20   | ミッキーのダンスパーティー       | プルートのおつかい                     | ドナルドの海洋団               | ミッキーの幌馬車時代             |
| 21   | ミッキーの引越し大騒動           | プルートの名探偵                       | ドナルドの育児日記             | グーフィーのノイローゼ           |
| 22   | ミッキーの不思議な薬             | プルートの睡眠不足                     | ドナルドの昼寝                 | グーフィーの野球教室             |
| 23   | プルートの泣き虫                 | グーフィーのトランク騒動               | ドナルドのボクシング・チャンプ | カクタス・キッド                 |
| 24   | ミッキーのゴルフ                 | ドナルドのボロ飛行機                   | グーフィーのダービー教室       | ドナルドとゴリラ                 |
| 25   | プルートの南米旅行               | ドナルドのピーナッツ売り               | グーフィーのバスケットボール   | ドナルドのだちょう               |
| 26   | ドナルドのサインマニア           | プルートの大あばれ                     | ドナルドの共同経営             | ミッキーの黄金狂時代             |
| 27   | ドナルドのゴルフ日和             | プルートの猫騒動                       | グーフィーのハワイの休日       | 気みじかドナルド                 |
| 28   | リスの山小屋合戦                 | ドナルドの卵騒動                       | プレーン・クレイジー           | ドナルドの命びろい               |
| 29   | リスの手袋騒動                   | ドナルドの森林警備隊                   | ミッキーの空の英雄             | ドナルドの"もう、眠らせて"       |
| 30   | ドナルドと山ヤギ                 | プルートの牛乳屋さん                   | 優しきライオンランバート       | ドナルドのそっくりさん           |
| 31   | ミッキーの青春手帳               | リスの船長                             | グーフィーのオリンピック教室   | ドナルドの裁判ざた               |
| 32   | 勇敢な機関士                     | ドナルドの夢の声                       | ミッキーの海賊退治             | ドナルドのスープ騒動             |
| 33   | ミッキーの消防隊                 | ドナルドのワールドシリーズ             | ミッキーの摩天楼狂笑曲         | リスのコールタール騒動           |
| 34   | 田舎のネズミ                     | ドナルドの日記帳                       | プルートの誕生日               | ドナルドのグランドキャニオン旅行 |
| 35   | ネズミ三銃士                     | ドナルドの雪合戦                       | グーフィーのバケーション       | ドナルドはデイジーに首ったけ     |
| 36   | 小さな大鹿                       | ドナルドの難破船                       | ミッキーのタッチダウン         | ぼろぼろタイヤ                   |
| 37   | 子ねこのフィガロ                 | ドナルドの野菜畑                       | プルートと小鳥の坊や           | ドナルドの大当たり               |
| 38   | ミッキーの魔術師                 | ドナルドの夢遊病                       | クマの魚釣り                   | ドナルドの洗濯機                 |
| 39   | プルートの春や春                 | ドナルドとグーフィーの炎熱旅行         | アリとキリギリス               | ドナルドの猟はつらいよ           |
| 40   | プルートの風船ガム               | リスの冬支度                           | ミッキーの道路工事             | みつばちの総攻撃                 |
| 41   | プルートのびっくり小包           | グーフィーのカモ猟                     | ブタはブタ                     | ドナルドとライオン               |
| 42   | プルートはお母さん               | リスのいたずら合戦                     | ミッキーの犬泥棒               | ドナルドのジレンマ               |
| 43   | ミッキーとあざらし               | ドナルドのずる休み                     | プルートのかわいい弟           | ドナルドの海水浴                 |
| 44   | プルートのコヨーテ岩の伝説       | ドナルドのプラスチック時代             | ミッキーの騎士道               | ドナルドのトロンボーン騒動       |
| 45   | 犬の見張り番                     | あこがれのお隣                         | ハーメルンの笛吹き             | ドナルドの危機一髪               |
| 46   | ライオン都へ行く                 | ドナルドの磁石騒動                     | クマさんの大掃除               | ドナルドのメキシカン・ドライブ   |
| 47   | ミッキーのライバル大騒動         | ドナルドの灯台守                       | グーフィーの素人大工           | リスとヒヨコ                     |
| 48   | ミッキーのアマチュア合戦         | グーフィーのライオン狩り               | ミッキーとミニーの音楽隊       | ドナルドの南極探検               |
| 49   | ミッキーのつむじ風               | ドナルドのお料理                       | プルートとブル公               | ミッキーの海山超えて             |
| 50   | 森の音楽会                       | ドナルドのわんぱく教育                 | プルートのサボテン騒動         | ドナルドの牧場                   |
| 51   | ミッキーのドキドキ汽車旅行       | ドナルドのモーターボート               | 牡牛のフェルディナンド         | ギャロッピン・ガウチョ           |
| 52   | ミッキーの船長さん               | ドナルドのアリ騒動                     | プルートの番人                 | ドナルドと山男                   |
| 53   | ミッキーの山登り                 | ドナルドのベルボーイ                   | ミッキーの楽器配達             | ドナルドと腹ペコグマ             |
| 54   | プルートのわんぱく坊や           | ドナルドの恐怖の一夜                   | ミッキーの浜辺騒動             | ドナルドのアリの王国             |
| 55   | ミッキーの"あらいぐまを探せ"     | ドナルドの誕生日                       | ミッキーのアラビア探検         | ドナルドのめざまし時計           |
| 56   | ミッキーのグランドオペラ         | チキン・リトル                         | グーフィーのカメラマン         | ドナルドの昆虫採集               |
| 57   | ミッキーの大時計                 | ドナルドの仕事は楽し                   | プルートとえさどろぼう         | ドナルドの黄金狂                 |
| 58   | プルートは歌がお好き             | 食いしん坊がやってきた                 | ミッキーのキングコング退治     | グーフィーの虎退治               |
| 59   | プルートの仲直り                 | ドナルドのさんすうマジック             | グーフィーの釣り天狗           | ドナルドのいたずらばち           |
| 60   | ミッキーの愛犬                   | ジャングルのおどけ者                   | グーフィーのゴルフ教室         | ドナルドのゲーム、ゲーム、ゲーム |
| 61   | プルートの引越し騒動             | ドナルドの漂流記                       | グーフィーの探偵教室           | ドナルドのダンス大好き           |
| 62   | ミッキーの自動車修理             | グーフィーのグライダー教室             | フィガロとフランキー           | ドナルドの自動車旅行             |
| 63   | ドナルドの射的屋                 | グーフィーのお父さん                   | ドナルドの罪つぐない           | ミッキーのカンガルー             |
| 64   | ドナルドの催眠術                 | グーフィーの水泳教室                   | 坊やはカウボーイ               | グーフィーのすてきな乗り物       |
| 65   | プルートの武勇伝                 | ドナルドのポリスマン                   | オオカミは笑う                 | グーフィーのフィッシング         |
| 66   | 働き子ぶた                       | グーフィーのボクシング教室             | リスのテストパイロット         | グーフィーの番犬                 |
| 67   | ドナルドのライオン騒動           | ノアの箱船                             | グーフィーのダイエット         | プルートの二等兵                 |
| 68   | 3匹の子ぶた                      | グーフィーのアメリカンフットボール教室 | ドナルドの魔法の泉             | グーフィーの先生はお人好し       |
| 69   | 小さな引き船                     | グーフィーのかぜひき                   | ドナルドの少年団長             | 蒸気船ウィリー                   |
| 70   | アーミー・マスコット             | おとぎ王国                             | ミッキーの二挺拳銃             | グーフィーの猛獣狩り             |
| 71   | グーフィーの水上スキー           | ピーターと狼                           | ドナルドのきつね狩り           | -                                |
| 72   | ドナルドとコンドルの親子         | グーフィーの船乗り教室                 | ドナルドのカメラ大好き         | グーフィーの闘牛士               |
| 73   | ドナルドのペンギン               | 猛打者ケイシー                         | ドナルドダックの遠足騒動       | 小さなハイアワサ                 |
| 74   | ポール・バニヤン                 | 三人の騎士                             | グーフィーのターザン           | -                                |
| 75   | 赤ずきんちゃん                   | クーペのスージー                       | ドナルドのアンデス旅行         | -                                |
| 76   | ミッキーのジャックと豆の木       | プルートの五つ子                       | -                              | -                                |
| 77   | ドナルドのパイロット             | うさぎとかめ                           | ドナルドのペンギン             | みにくいアヒルの子               |
| 78   | ミッキーの青春手帳               | ドナルドのそっくりさん                 | 冬の出来事                     | ドナルドの日記帳                 |
| 79   | ドナルドの魔法使い               | ミッキーのお化け退治                   | 骸骨の踊り                     | ドナルドとゴリラ                 |
| 80   | プルートのクリスマスツリー       | ドナルドの雪合戦                       | グーフィーのスキー教室         | リスのおもちゃ合戦               |